# Dagelexiang (ort i Kina, Qinghai Sheng, lat 36,44, long 95,75)
Dagelexiang är en ort i Kina. Den ligger i provinsen Qinghai, i den nordvästra delen av landet, omkring 540 kilometer väster om provinshuvudstaden Xining. Antalet invånare är 2 178. Befolkningen består av 973 kvinnor och 1 205 män. Barn under 15 år utgör 17,0 %, vuxna 15-64 år 79 %, och äldre över 65 år 3,0 %.
Trakten runt Dagelexiang är nära nog obefolkad, med mindre än två invånare per kvadratkilometer. Dagelexiang är det största samhället i trakten. Trakten runt Dagelexiang är ofruktbar med lite eller ingen växtlighet.
Genomsnittlig årsnederbörd är 214 millimeter. Den regnigaste månaden är juli, med i genomsnitt 45 mm nederbörd, och den torraste är december, med 1 mm nederbörd.